# تاريخ اليهود في لاتفيا

موقع لاتفيا (بالأخضر الغامق) في أوروبا.

يرجع تاريخ اليهود في لاتفيا إلى أول مستعمرة يهودية أُسِّست في بيلتينه عام 1571. ساهم اليهود في نمو لاتفيا حتى اندلاع حرب الشمال (1700–1721) التي قضت على عدد كبير من اللاتفيِّين. ثم برز المجتمع اليهودي هنالك من جديد في القرن الثامن عشر، بنزوح أغلبهم من بروسيا، ولعبوا دورًا أساسيًّا في اقتصاد لاتفيا.
بعد استقلال لاتفيا أسَّس اليهود أحزابًا سياسية وصار في البرلمان أعضاء منهم، وازدهر مجتمعهم. وقد كان للآباء اليهود حق إلحاق أبنائهم بمدارس تستعمل اللغة العبرية في التعليم، بوصفها جزءًا في شبكة مهمة من مدارس الأقليات.
قضت الحرب العالمية الثانية على ازدهار المجتمع اليهودي وامتيازه. ففي عهد ستالين كانت نسبتهم 12% من إجمالي المُرحَّلين، مع أن نسبتهم في إجمالي السكان لم تكن تتعدى 5%. وأما الهولوكوست فقضى على 90% من يهود لاتفيا.
المجتمع اليهودي الحالي ترجع جذوره إلى: الناجين من الهولوكوست، واليهود الذي فروا من النازيين إلى الاتحاد السوڤييتي ثم ارتدوا لاحقًا، واليهود الذين هاجروا إلى لاتفيا حديثًا من الاتحاد. المجتمع اليهودي اللاتفيّ الحالي صغير، لكن نشط.

## لمحة تاريخية عامة
تشكلت النواة اليهودية في لاتفيا من يهود ليفونيا وكورلاند (إمارتَين على ساحل البحر البلطيقي، ضمَّتهما الإمبراطورية الروسية في القرن الثامن عشر). في 1721 غزت روسيا مقاطعة ليفونيا ومدينة ريغا من جهة السويد، وأما مقاطعة كورلاند (التي كانت قبلئذ دوقية مستقِلة تحت الهيمنة البولندية) فضمتها روسيا إلى مقاطعاتها في 1795. كانت المقاطعتان خارج «نطاق الاستيطان»، ولذا لم يُسمح بأن يَسكنهما من اليهود إلا أولئك الذين أثبتوا أنهم كانوا يعيشون فيهما بصورة قانونية قبل أن تَضمهما روسيا. لكن مع ذلك كان يهود منطقة البلطيق في ازدياد تدرُّجي، لأن اليهود الذين كانت لهم «امتيازات» خاصة –شهادة جامعية مثلًا أو مهنة نافعة مطلوبة وما شابه– كان يُسمح لهم باستيطان المنطقة.
ففي منتصف القرن التاسع عشر كان في مقاطعة ليفونيا نحو 9,000 يهودي، وبحلول 1897 كان عددهم زاد إلى 26,793 (3.5% من إجمالي السكان)، كان ثلاثة أرباعهم في ريغا. وأما كورلاند فكان فيها 22,734 يهوديًّا في منتصف القرن التاسع عشر، لكن في إحصاء الإمبراطورية الروسية في 1897 كان عددهم قد بلغ 51,072 (7.6% من الإجمالي). وقد كان ليهود كورلاند خصوصية بين يهود روسيا، فقد تأثروا بالثقافة الألمانية التي سادت المنطقة، وفي الوقت نفسه تأثروا بثقافة يهود ليتوانيا المجاورة. وقد تغلغلت حركة هاسكالا في ليفونيا وكورلاند مبكرًا، وإن لم يكن تأثُّرهما بالحركة كتأثر مجتمعات أوروبا الغربية.
كان لِيهود كورلاند طبع مميز، يجمع خصائص يهود ألمانيا وأوروبا الشرقية معًا. عندما انسحبت الجيوش الروسية من كورلاند في الحرب العالمية الأولى (إبريل 1915)، طردت قياداتها آلاف اليهود إلى المقاطعات الداخلية. وقد عادت نسبة كبيرة منهم لاحقًا، مستوطِنةً لاتفيا بعد تأسس الجمهورية المستقلة.
ضُمت لاتغاليا وداوغافبيلس و3 مديريات من مقاطعة فيتيبسك (كان أغلب سكانها لاتفيِّين) إلى كورلاند وسميغاليا وليفونيا، وتأسست جمهورية لاتفيا المستقلة في نوفمبر 1918. في البداية سادت موجة من الليبرالية والتقدمية في الدولة الناشئة، لكن النظام الديمقراطي لم يَطُل. ففي 15 مايو 1934 انقلب رئيس الوزراء كارليس أولمانيس وحلّ البرلمان، وصارت لاتفيا أوتوقراطية رئيسها أولمانيس، الذي مالت حكومته إلى الحيادية.

## السكان اليهود في جمهورية لاتفيا
قبل الحرب العالمية الأولى كان في لاتفيا نحو 190,000 يهودي (7.4% من إجمالي السكان). لكن أثناء الحرب رُحِّل كثير منهم إلى المناطق الروسية الداخلية، في حين فر غيرهم من منطقة الحرب. في 1920 بلغ تعدادهم في لاتفيا 79,644 (5% من الإجمالي). بعدما أبرمت جمهورية لاتفيا معاهدة السلام مع الاتحاد السوڤييتي في 11 أغسطس 1920، بدأ المواطنون يعودون، وكان فيهم عدد كبير من اللاجئين اليهود. حينئذ صار في ريغا وحدها 40,000 يهودي. وبحلول 1925 كان عدد السكان قد ازداد إلى 95,675، وهذا أكبر عدد لهم في فترة استقلال لاتفيا.
بعد هذا العام قل عدد اليهود تدريجيًّا، وفي 1935 كان بلغ 93,479 (4.8% من الإجمالي). سبب هذا النقصان: هجرة نسبة من الشباب، وانخفاض في المواليد، إذ اقتصرت أغلب الأسر على طفل طفلين وحسب. بين 1925 و1935 هجر لاتفيا أكثر من 6,000 يهودي (معظمهم إلى فلسطين الانتدابية، التي أُعلن بُعيد ذلك أنها صارت دولة إسرائيل)، ولم تعوِّضهم الزيادة الوِلادِية الطبيعية إلا قليلًا. أكبر المجتمعات كانت في: ريغا (43,672 يهوديًّا، 11.3% من الإجمالي)، وداوغافبيلس (11,106 يهوديين، 25%)، وليبايا (7,379 يهوديًّا، 13%).

### الناحية الاقتصادية
قبل الحرب العالمية الأولى لعب اليهود دورًا مهمًا في الصناعة والتجارة والمجال البنكيّ. لكن بعدما تأسست الجمهورية، شهدت أزمة حادة. فالحكومة لم تكن قد توطدت بعد، وافتقر البلد من جراء الحرب العالمية الأولى والجهد الذي بذله عدة أعوام سعيًا إلى الاستقلال (1918–1920) على رغم ألمانيا والاتحاد السوڤييتي. بعد توقف القتال وجدت لاتفيا نفسها متخلفة إداريًّا واقتصاديًّا، وعانت من تضخُّم متزايد، إلى جانب مشكلات أخرى. وقد ساهم اليهود في إعادة بناء البلد من بين أنقاض الحرب وعواقبها. كانت لهم خبرة كبيرة في تصدير المواد الخام (الخشب والكتان) من قبْل الحرب العالمية الأولى، وعند عودتهم من روسيا استأنفوا من أنفسهم تصدير تلك البضائع. خلقوا أيضًا صناعات متنوعة، وكان بين أيديهم جزء كبير من تجارة الواردات، كتجارة البنزين والفحم والأنسجة. لكنهم بعدما ساهموا، بدأت السلطات تُبعدهم عن مراكزهم الاقتصادية، وتحرمهم من مصادر دخلهم.
نظريًّا لم يكن ضد يهود لاتفيا الديمقراطية قوانين تمييزية، وكان لهم من الحقوق ما لِغَيرهم. لكن عمليًّا كانت السياسة الاقتصادية الحكومية تضيِّق على أنشطتهم، وقد انعكس هذا في مجال الائتمان المصرفي. كان يهود لاتفيا قد طوَّروا شبكة متشعبة من بنوك القروض، لتوفير الائتمان بدعم من «لجنة التوزيع الأمريكية اليهودية المشتركة» و«جمعية الاستعمار اليهودي». وتأسست جمعيات ائتمانية تعاونية للحِرفيين وصغار التجار وما شابه، ونظمتها هيئة مركزية، هي «تحالف الجمعيات التعاونية للائتمان». وعلى رغم ذلك اضطُهدت بنوكهم وجمعياتهم التعاونية في المجال الائتماني العام، وكانت أبواب البنك الدولي مؤصَدة في وجوههم، مع أن جمعياتهم قامت على أُسس سليمة، وأن رأس مال جمعياتهم كان أكبر مما للجمعيات التعاونية غير اليهودية. وفي 1931 نُظِّم أكثر من 15,000 عضو في الجمعيات اليهودية. وقد كان نشاط يهود لاتفيا أكبر في هذه المجالات الصناعية: الخشب وأعواد الثقاب والبيرة والتبغ والأنسجة والجلد والأطعمة المعلَّبة (السمك خصوصًا) وطحن الدقيق. اشتغل أكثر من نصفهم بالتجارة، ولا سيما التجارات المتوسطة والصغيرة. واشتغل 29% منهم بالصناعة، و7% بمِهَن حرة، ولم يشتغل منهم أحد بالحكومة. ثم تأزَّم موقفهم الاقتصادي، إذ أدت السياسة الحكومية أن فقد كثير منهم مصادر دخلهم، وحرمتهم مراكزهم الاقتصادية، فاضطُر أغلبهم إلى التجارات الصغيرة والبيع التجوُّلي والمقايضة بمختلف السلع في أسواق الملابس المستعمَلة في ضواحي ريغا والمدن الإقليمية. لانحطاط مرتبتهم 3 أسباب رئيسة: احتكار الحكومة لتجارة الحبوب، فأفقدت كثيرين منهم عملهم في هذا المجال، من غير أن تَقبلهم عمالًا بماهية، أو أن تزودهم بوظيفة بديلة؛ وثانيا تمتُّع التعاونيات اللاتفية بدعم حكومي واسع وامتيازات كبيرة مقارنة بالمؤسسات اليهودية؛ وصعوبة حصول اليهود على ائتمان مصرفي. وإلى جانب ما سبق كان اليهود رازحين تحت وطأة ضرائب مرتفعة.